# Hornschuchia myrtillus
Hornschuchia myrtillus là loài thực vật có hoa thuộc họ Na. Loài này được Christian Gottfried Daniel Nees von Esenbeck mô tả khoa học đầu tiên năm 1821.

## Phân bố
Loài này có tại các bang Bahia và Espírito Santo ở miền đông Brasil.

## Mô tả
Loài cây bụi này có trong các khu rừng mưa Đại Tây Dương, rừng lá bán sớm rụng theo mùa và vùng sinh thái trảng cỏ nhiệt đới Cerrado.